# İbrahim Zengin
İbrahim Zengin (ur. w 1931 w Amasyi, zm. 10 lipca 2013 w Turhal) – turecki zapaśnik. Srebrny medalista olimpijski z Melbourne.
Walczył w stylu wolnym, w różnych kategoriach wagowych. Zawody w 1956 były jego jedynymi igrzyskami, w których wystąpił. Zdobył brązowy medal w mistrzostwach świata w 1951 roku.